# Cingulopsidae
Famille
Synonymes
- sous-famille Eatoniopsinae Ponder, 1965

Les Cingulopsidae sont une famille de mollusques gastéropodes de l'ordre  des Littorinimorpha.

## Systématique
La famille des Cingulopsidae a été créée en 1958 par Vera Fretter et A. M. Patil (d).

## Synonymes
- famille Coriandriidae F. Nordsieck, 1972[2]
- famille Eatoninidae Golikov & Starobogatov, 1975[2]
- sous-famille Eatoniopsinae Ponder, 1965[2]

## Liste des genres
Selon World Register of Marine Species (10 juillet 2021) :
- genre † Dieretostoma Cossmann, 1888
- genre Eatonina Thiele, 1912
- genre Pickenia Ponder, 1983
- genre Pseudopisinna Ponder & Yoo, 1981
- genre Skenella Pfeffer, 1886
- genre Tubbreva Ponder, 1965

### Publication originale
- [1958] (en) Vera Fretter et A. M. Patil, « A Revision of the Systematic Position of the Prosobranch Gastropod Cingulopsis (= Cingula) fulgida (J. Adams) », Proceedings of the Malacological Society of London, Londres, Malacological Society of London et inconnu, vol. 33, no 3,‎ 1er décembre 1958, p. 114-126 (ISSN 0025-1194, OCLC 1909246, DOI 10.1093/OXFORDJOURNALS.MOLLUS.A064809, lire en ligne). .